# Catedral de la Inmaculada Concepción (Edmundston)
La Catedral de la Inmaculada Concepción (en francés: Cathédrale de l'Immaculée-Conception; en inglés: Cathedral of the Immaculate Conception) es el nombre que recibe un edificio religioso que pertenece a la iglesia católica y funciona como la catedral de la diócesis de Edmundston (Dioecesis Edmundstonensis o Roman Catholic Diocese of Edmundston) en la provincia de Nuevo Brunswick al este de Canadá. Ella fue reconocida lugar patrimonial de la provincia en el año 2001 por el ministerio de Turismo, Patrimonio y Cultura ( ministère du Tourisme, du Patrimoine et de la Culture).
Sus labores de construcción comenzaron en 1925 y concluyeron con su dedicación en 1927.